# كاتدرائية برغش
كاتدرائية برغش أو كاتدرائية بورغوس أو كاتدرائية مريم سيدة برغش (بالإسبانيَّة: Catedral de Santa María de Burgos) هي كاتدرائية رومانية كاثوليكية مكرسة لمريم العذراء وتقع في المدينة الإسبانية برغش. اسمها الكنيسة الرسمي بازيليكا ميتروبوليتانا دي سانتا ماريا دي بورغوس.
بدأ البناء في عام 1221، على نمط العمارة القوطية الفرنسية. وفي القرنين الخامس عشر والسادس عشر، حصلت تغييرات كبيرة في الكاتدرائية والتي شملت أبراج الواجهة الرئيسية، ومصلى الكونستابل وقبة كروز. داخل الكاتدرائية هناك العديد من المصليَّات المبنية على نمط عمارة عصر النهضة والعمارة الباروكية. تضم الكاتدرائية على عديد من أعمال الفنانين ذات الأهمية التاريخية والفنيَّة، منها أعمال المهندسين المعماريين والنحاتين من عائلة كولونيا (خوان، وسيمون وفرانسيسكو كولونيا).
أدرجت الكاتدرائية على لائحة التراث العالمي من قبل اليونيسكو وذلك منذ عام 1984. وتشابه الكاتدائية في التصميم كاتدرائية بروكسل.

## مواقع خارجية
- Official site of the Cathedral
- World Heritage Site profile
- Virtual visit of the cathedral on high resolution نسخة محفوظة 19 أكتوبر 2018 على موقع واي باك مشين.